# Le Colonel dit que je t'aime
Le Colonel dit que je t'aime (en russe : Наши) est le titre, traduit en français par l'éditeur, d'un recueil de récits de l'auteur russe Sergueï Dovlatov, intitulé en russe Les Nôtres. Ces récits, au nombre de douze, sont suivis d'une courte postface du critique russe Andreï Arev.

## Histoire de la composition
Les textes composant Le Colonel dit que je t'aime ont été écrits et publiés sous forme de nouvelles distinctes. Les héros sont des parents de l'écrivain lui-même et onze de ces récits ont des titres choisis en fonction des personnes dont ils parlent, sauf le onzième qui est intitulé Le Colonel dit que je t'aime. Ce recueil de récits a été écrit aux États-Unis durant la première moitié des années 1980 et cinq des récits traduits en anglais, ont été publiés dans le magazine américain The New Yorker. Ces dernières ont rendu l'écrivain célèbre aux États-Unis. Parmi ceux-ci, cinq sont des chapitres de ce livre : Mon frère aîné, Le Colonel dit j'aime, Oncle Aron, Oncle Léopold, Père (énumérés dans l'ordre de publication ; dans le livre ce sont des chapitres 9, 11, 6, 4 et 8).

## Édition
La première édition a été réalisée par Ardis Publishing (en) à Ann Arbor, dans l'État du Michigan, en 1983. En 1989 est parue une édition distincte en traduction anglaise sous le titre Our. A Russian Family Album chez les éditeurs Weidenfeld & Nicolson à New-York. Les Éditions du Rocher à Monaco ont publié l'ouvrage en français en 2002.

## Postface de Andreï Arev
Les critiques américaines sur le livre - et en général sur la prose de Dovlatov - se distinguent par des notes exceptionnelles : pas une seule n'est négative. Des auteurs tels que Kurt Vonnegut, Joseph Heller, Irving Howe ont sorti dans la presse américaine des appréciations telles que « Dovlatov écrit avec une énergie originelle : ses personnages sont décrits aussi brillamment que les personnages de Dostoïevski... »
Andreï Arev, pour rapprocher Dovlatov de Dostoïevski, remonte au chapitre 7 partie II des Démons intitulé Chez les nôtres. Au milieu des années 1960, Dovlatov écrit à Leningrad la nouvelle Les Nôtres, représentant satiriquement un cercle de jeunes philologues proche de l'Université (dans le roman de Dostoïevski, le chapitre Chez les nôtres présente la société des conspirateurs manipulée par Peter Verkhovensky). Mais la nouvelle de Dovlatov a été écrite un siècle plus tard que celle de Dostoïevski, par un émigré, et a été éditée pour la première fois en 1983 par la maison d'édition américaine Carl Proffer Ardis. Ses personnages sont donc différents, et l'auteur les considère de manière moins dramatique que ne le sont les héros de Dostoïevski.
Sur un autre plan, le principe habituel de Dovlatov de la « description virtuellement documentaire » des événements s'exprime encore plus clairement dans ce recueil qu'ailleurs.
Dovlatov préfère des histoires racontées comme si elles s'étaient produites dans la vie. Mais ces histoires ne se sont jamais produites dans la vie. La véracité de la fiction pour Dovlatov est plus importante que la fidélité au fait. Il néglige la documentation protocolaire pour la recréer immédiatement de manière créative, comme il l'entend.
C'est pourquoi, pour Dovlatov, les contours de la vie doivent rester flous pour le lecteur, la réalité étant plus banale et plus terne que sa création littéraire.